# Direktion für allgemeine Sicherheit
Die Direktion für allgemeine Sicherheit (arabisch إدارة الأمن العام, DMG Idārat al-Amn al-ʿĀmm) war der bedeutendste zivile Nachrichtendienst Syriens. Er war Teil des syrischen Innenministeriums. Nach dem Sturz des Assad-Regimes hat der neue syrische Geheimdienstchef Anas Chattab die Auflösung aller Geheimdienstorganisationen und eine anschließende grundlegende Neuorganisation angekündigt.

## Organisation
Die Direktion für allgemeine Sicherheit umfasste drei Abteilungen:
- Abteilung für innere Sicherheit, insbesondere zuständig für die Beobachtung von in- und ausländischen Extremisten
- Abteilung für äußere Sicherheit, also vor allem Auslandsspionage und Spionageabwehr
- Abteilung für palästinensische Angelegenheiten, die sich mit palästinensischen Aktivitäten in Syrien und im Libanon beschäftigt

Der Dienst stand im 20. Jahrhundert mit der Abteilung für politische Sicherheit (Idarat al-Amn as-Siyasi) in Konkurrenz, die ebenfalls zum syrischen Innenministerium gehört.
2001 wurde Hisham Bakhtiar sein Chef, als Nachfolger Ali Hammouds, der Innenminister wurde. General Bakhtiar stand Baschar al-Assads Schwager Assef Schawkat nahe. Im ausgehenden 20. Jahrhundert war Generalmajor Ali Houri Direktor des Idarat al-Amn al-Amm. Allerdings wird von Eisenstadt geschrieben, dass die tatsächliche Macht von Brigadegeneral Bahjat Suleiman (Direktor Innere Sicherheit), Brigadegeneral Ayyad Mahmud (Direktor Äußere Sicherheit) und Vizedirektor Generalmajor Muhammad Nassif ausging. Alle drei sind Alawiten, während Houri keine Alawit ist.
Am 19. Juli 2019 wurde Generalmajor Hussam Louqa Leiter des Geheimdiensts, welchen er bis zum Sturz des Regimes führte. Im Mai 2023 führte Louqa Gespräche mit Gesandten des türkischen Nachrichtendienstes und von der Türkei unterstützen Oppositionellen. Obwohl keine Details bekannt wurden, wurde dies als Zeichen der Normalisierung der Beziehungen zur Türkei betrachtet.
Der Direktion für allgemeine Sicherheit untersteht das Chatib-Gefängnis in Damaskus.

## Entstehung
Dieser Geheimdienst wurde von 1948 bis 1954 von nationalsozialistischen Deutschen mit aufgebaut, mit dem ehemaligen SS-Standartenführer Walter Rauff an der Spitze, einem Holocaust-Organisator aus dem Reichssicherheitshauptamt. Später spielte Alois Brunner – einst die rechte Hand von Adolf Eichmann und 1958–1962 inoffizieller Mitarbeiter des Bundesnachrichtendienstes – eine wichtige Rolle, wie sich 2022 aus dann freigegebenen Akten des Bundesamts für Verfassungsschutz ergab. Ab 1966 wurde der Dienst von der Deutschen Demokratischen Republik unterstützt.